# Leonardo Ferrulli
Leonardo Ferrulli (ur. 1 stycznia 1918 w Brindisi, zm. 5 lipca 1943) – włoski pilot wojskowy, as myśliwski okresu II wojny światowej, z liczbą 22 zestrzeleń jeden z najskuteczniejszych pilotów myśliwskich Regia Aeronautica. Zginął w walce powietrznej nad Katanią i pośmiertnie został odznaczony Medaglia d'oro al valor militare, najwyższym włoskim odznaczeniem wojskowym.

## Życiorys
Leonardo Ferrulli wstąpił do wojskowej szkoły lotniczej w Benewencie w 1935 roku, ukończył ją w roku następnym w stopniu sierżanta pilota. W lutym 1937 roku wstąpił jako ochotnik do Aviazione Legionaria i wziął udział w wojnie domowej w Hiszpanii. Latając na myśliwcu Fiat CR.32, zestrzelił 7 października 1937 roku, w pobliżu Palma de Mallorca, republikański bombowiec SB-2. Za swój udział w wojnie został odznaczony po raz pierwszy srebrnym Medalem za Męstwo Wojskowe.
Po przystąpieniu Włoch do II wojny światowej w 1940 roku walczył w Afryce Północnej, zgłaszając do końca 1940 roku zestrzelenie sześciu myśliwców (Gloster Gladiator i Hawker Hurricane) oraz bombowca Bristol Blenheim. Przed przeniesieniem do Włoch osiągnął jeszcze jedno zwycięstwo powietrzne w pierwszych dniach stycznia 1941 roku. W lotach nad Maltę zestrzelił jednego Hurricane'a, 4 lipca 1941 roku. Następne zwycięstwa odnosił już na Macchi MC.202 na froncie afrykańskim. Pomiędzy lipcem a grudniem 1942 roku zgłosił zestrzelenie dziewięciu samolotów przeciwnika: ośmiu P-40 i jednego Spitfire'a. W uznaniu zasług wojennych otrzymał awans na podporucznika (Sottotenente).
W połowie 1943 roku niemal wszystkie włoskie jednostki myśliwskie walczyły z aliancką ofensywą bombową. 4 lipca Ferrulli zestrzelił samolot Lockheed P-38 Lightning. Następnego dnia wziął udział w ataku na amerykańską wyprawę bombową nad Katanią. Zgłosił zestrzelenie jednego bombowca Boeing B-17 Flying Fortress oraz jednego amerykańskiego P-38, ale jego samolot również został zestrzelony w walce z myśliwcami osłony. Włoski pilot próbował ratować się skokiem ze spadochronem, ale ten nie otworzył się przy zbyt małej wysokości. Pośmiertnie został odznaczony złotym Medalem za Męstwo Wojskowe, najwyższym włoskim odznaczeniem wojskowym.